# Marie-Madeleine Davy
Pour les articles homonymes, voir Davy.
Marie-Madeleine Davy, née à Saint-Mandé le 13 septembre 1903 et morte le 1er novembre 1998 à Bressuire dans les Deux-Sèvres, est une historienne, philosophe, poète, romancière et conférencière française, spécialiste de la théologie mystique médiévale. Auteur d'une cinquantaine d'ouvrages, elle est en outre décorée de la croix de guerre par le général de Gaulle en 1945 pour faits de résistance.

## Biographie

### Formation
Née le 13 septembre 1903 à Saint-Mandé, Marie-Madeleine Davy obtient son baccalauréat en 1920, s'inscrit l'année suivante à l'université où elle fait des études de philosophie et d'histoire. Elle devient l'élève et la disciple d'Étienne Gilson.
Elle fait un séjour d'étude à l'Institut français de Berlin où elle sera assistante, à l'université de Manchester (de 1947 à 1949) puis au Bedford College de Londres.
Elle s'inscrit à l'Institut catholique de Paris, où elle sera la première femme admise. Marie-Madeleine Davy se spécialise alors dans la théologie et la mystique médiévales. Elle soutient une thèse de doctorat en philosophie, consacrée à Guillaume de Saint-Thierry, en 1946, puis une autre en théologie protestante.

### Activités professionnelles et éditoriales
Elle fait des remplacements dans des cours privés à Reims, Sainte-Marie de Neuilly ou à Rollin, et elle est chargée de cours à l'École pratique des hautes études entre 1939 et 1947, avant d'entrer au CNRS où elle sera chargée de recherche en 1955.
En 1968, Marie-Madeleine Davy prend sa retraite, et se consacre à la recherche spirituelle. Elle voyage entre autres en Asie. Elle écrira à ce propos : « La patrie de mon âme s'avérait orientale... Je dois beaucoup à mes séjours en Inde et au Japon. » Par ailleurs, elle découvre l'œuvre d'Henri Le Saux (m. 1973), et celui-ci sera son « son dernier "amour d'admiration" ». Une rencontre qui, selon Jean Moncelon, s'explique par le fait que « son [Le Saux] expérience singulière trouvera un écho  en elle [MMD], justement parce qu’elle se présente comme une expérience du Soi, autrement dit, de "l’au-delà des personnes divines". »
Elle publie en 1966 La Connaissance de soi, puis en 1974 L'homme intérieur et ses métamorphoses.
Marie-Madeleine Davy meurt le 1er novembre 1998 à l'hôpital de Bressuire, dans les Deux-Sèveset elle est inhumée à Saint-Clémentin. Sur sa pierre tombale l'épitaphe : « Sois heureux, passant ! ».

## Publications (sélection)
- Essai sur la symbolique romane, Flammarion, 1955 (1re édition)
- Initiation médiévale, la philosophie au XIIe siècle, Albin Michel, 1980 et 1987
- Henri Le Saux, swami Abhishiktnanda, le Passeur entre deux rives, éditions du Cerf, 1981, rééd. Albin Michel 1999
- Le Désert intérieur, Albin Michel, 1983, rééd. 1996
- La Connaissance de soi, PUF, 1988
- La Danse de l'amour et de l'humour, éditions Présence, 1988
- Traversée en solitaire, Albin Michel, 1988
- La Lumière dans le christianisme, éditions du Félin, 1989
- L'Oiseau et sa symbolique, Albin Michel, 1992 (Prix Alexandra David-Néel/Lama Yongden)
- Tout est noces, Albin Michel, 1993
- Nicolas Berdiaev ou la révolution de l’esprit, Albin Michel, 1999
- L'Homme intérieur et ses métamorphoses, suivi de Un itinéraire, à la découverte de l'intériorité, Albin Michel, 2005

### Articles
- Les trois étapes de la vie spirituelle d'après Guillaume de Saint-Thierry, Recherches de science religieuse, 1933
- L'Amour de Dieu d'après Guillaume de Saint-Thierry, Recherches de science religieuse, 1938
- La Connaissance de Dieu d'après Guillaume de Saint-Thierry, Recherches de science religieuse, 1938
- Des limites de la psychanalyse à la forme de la mystique, Psyché - Revue internationale de psychanalyse et des sciences de l'homme, 1949
- La Mentalité symbolique du XIIIe siècle, Diogène, 1960
- Notion de l'homme et de l'univers au xiie siècle, Les études philosophiques, 1961
- Symbolique de la pureté, Les études philosophiques, 1972
- La nouvelle mystique, Nouvelle Revue de psychanalyse, 1980
- L'Homme « en qui Dieu verdoie » : entretien avec Marie-Madeleine Davy, Question de, Albin Michel, 1992
- Le Secret du roi : rencontre avec Marie-Madeleine Davy, Question de, Albin Michel, 1994
- Les Chemins de la profondeur, Question de, Albin Michel, 1999décembre 2005
- Interview de Marie-Madeleine Davy, Nouvelles Clés no 9 janvier-février 1990, réédité dans le no 58 de juin 2008.

## Distinctions
- 1933 et 1941 : prix Langlois
- 1980 : prix Broquette-Gonin

## Décorations
- 1945 :  Croix de guerre 1939-1945, remise par le général de Gaulle[6]

### Ouvrages
- Armelle Dutruc, Des profondeurs de l'être : Marie-Magdeleine Davy, itinéraire d'une philosophe absolue, Les Acteurs du Savoir, 2021 (ISBN 978-2-38359-002-6).
- Sylvie Hervé, Marie-Magdeleine Davy et Yvonne Netter : Deux femmes pas comme les autres, éditions Hey, 2021 (ISBN 978-2-490628-15-5).
- Armelle Dutruc, Marie-Magdeleine Davy, 1903-1998, ou L'Orient intérieur : Répertoire numérique détaillé des archives de Marie-Magdeleine Davy, 155 J, Niort, Archives départementales des Deux-Sèvres, coll. « Les archives », 2012 (ISBN 978-2-86079-009-3, présentation en ligne).
- Armelle Dutruc, Marie-Magdeleine Davy, une philosophe entre l'Occident et l'Orient, 1903-1998 : répertoire numérique détaillé du fonds Marie-Magdeleine Davy, 155 J, Archives départementales des Deux-Sèvres, coll. « Les archives », 2010 (ISBN 978-2-86079-006-2, présentation en ligne).
- Collectif, Marie-Madeleine Davy : les chemins de la profondeur, Paris, Albin Michel, coll. « Question de » (no 116), 1999, 208 p. (ISBN 978-2-226-10909-5).

### Articles
- Jean Moncelon, « Un philosophe d'Orient et d'Occident » (Conférence prononcée à Toulouse, le 15 décembre 2003, à l’occasion du Centième anniversaire de la naissance de Marie-Madeleine Davy), Cahiers d'Orient et d'Occident, vol. 29,‎ 2006 (lire en ligne, consulté le 21 novembre 2023)
- Anne Ducrocq, « Les Traceurs de voie du XXe siècle : Marie-Madeleine Davy, témoin de la présence », Nouvelles Clés, no 48,‎ décembre 2005.
- Patrick Kechichian, « Marie-Madeleine Davy », sur lemonde.fr, 12 novembre 1998 (consulté le 19 octobre 2020).
- Éric Edelman, « L’instant ultime. Entretien avec Marie-Madeleine Davy », sur revue3emillenaire.com, 28 janvier 2012 [question de n° 36, mai-juin 1980] (consulté le 19 octobre 2020).